# 1896年夏季奧林匹克運動會單車比賽—男子個人公路賽
在1896年夏季奧林匹克運動會單車比賽中，男子個人公路賽是唯一的單車公路賽，賽道全長87公里，比賽於4月12日舉行。來自三個國家的七名自行車手參加比賽。希臘的阿里斯蒂迪斯·康斯坦丁尼迪斯（Aristidis Konstantinidis）贏得比賽，德國的奥古斯特·冯·格德里希獲得第二名，愛德華·巴特爾獲得第三名。

## 比賽形式
賽道全長87公里，由雅典跑到馬拉松再折返，在馬拉松折返處，運動員必須在官員在場的情況下簽署一份文件，以證明他們已經到達。

## 賽程
| 日期          | 時間  | 階段 |
| ------------- | ----- | ---- |
| 1896年4月12日 | 12:00 | 決賽 |

## 賽果
| 排名 | 運動員                      | 國家 | 時間    |
| ---- | --------------------------- | ---- | ------- |
| 金牌 | 阿里斯蒂迪斯·康斯坦丁尼迪斯 | 希腊 | 3:22:31 |
| 銀牌 | 奥古斯特·冯·格德里希        | 德国 | 3:42:18 |
| 銅牌 | 愛德華·巴特爾               | 英国 | 不詳    |
| 4–7  | 喬治·阿斯皮奧蒂斯           | 希腊 | 不詳    |
| 4–7  | 米爾蒂亞德·亞特魯           | 希腊 | 不詳    |
| 4–7  | 康斯坦丁諾斯·康斯坦丁努     | 希腊 | 不詳    |
| 4–7  | 喬治斯·帕拉斯凱沃普洛斯     | 希腊 | 不詳    |